# Plazas de soberanía

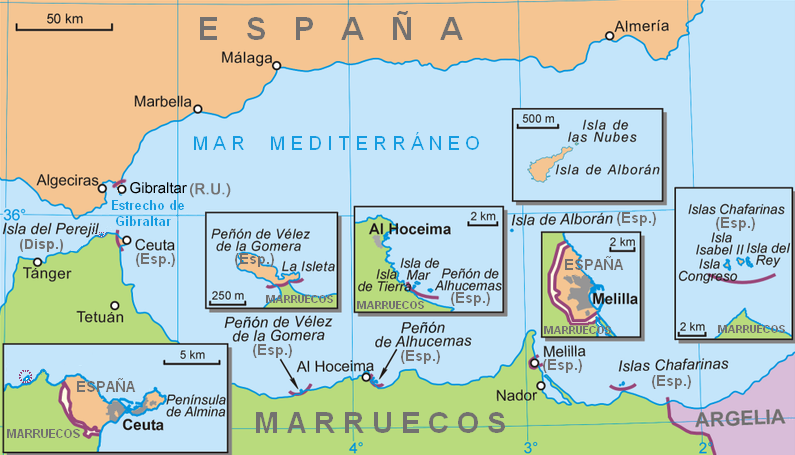
Les différentes places de souveraineté, Ceuta et Melilla.

En Espagne, les plazas de soberanía (en français : lieux ou territoires de souveraineté), parfois appelés « présides », sont quatre territoires sous la souveraineté espagnole localisés en Afrique du Nord, près des côtes marocaines de la mer Méditerranée. 
Ils sont parfois également désignés par le terme d’Afrique du Nord espagnole (África septentrional española) ou simplement Afrique espagnole (África española).
Ces territoires sont revendiqués par le Maroc qui les considère comme étant des reliquats de la colonisation, occupés.

## Géographie
Au nombre de quatre, elles sont directement administrées par le gouvernement espagnol :
- les îles Zaffarines, qui regroupent les îles du Congrès, Isabelle II et du Roi ;
- les îles Alhucemas, qui comprennent le rocher d'Alhucemas, l'île de Terre et l'île de Mer ;
- le rocher de Vélez de la Gomera.
- L'îlot Persil, qui a joué un rôle dans un incident militaire entre l'Espagne et le Maroc en 2002, est inhabité et est revendiqué par l'Espagne comme appartenant à Ceuta, bien qu'il n'apparaisse pas explicitement dans le statut d'autonomie.

## Statut
Ces territoires espagnols font partie de l'Union européenne et la monnaie qui y circule est l'euro.
Le Maroc revendique ces territoires qu'il considère comme étant « occupés ».
L'île Alborán est parfois considérée comme place de souveraineté, mais est rattachée administrativement à la commune d'Almería et donc à la communauté autonome d'Andalousie. Elle ne fait a priori pas l'objet de revendication par le Maroc.

## Histoire

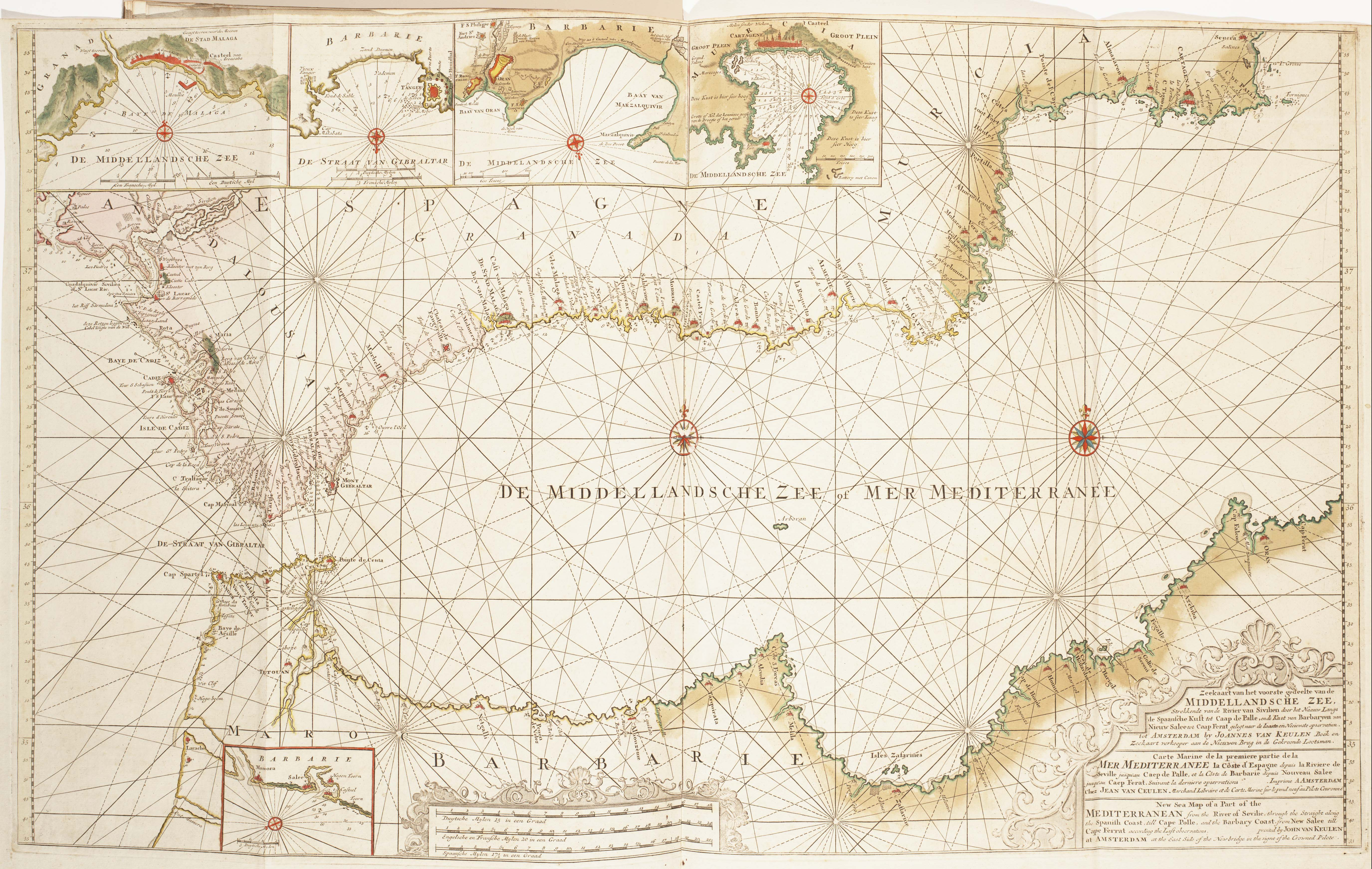
Carte des présides espagnols.

De façon générale, la conquête espagnole des actuels présides s'inscrit dans la continuité de la Reconquista et de la sécurité des côtes du Levant espagnol face aux corsaires musulmans.
La Castille, alors en concurrence avec l'Empire colonial portugais, commence à intervenir en Afrique du Nord quand Henri III de Castille débute la colonisation des îles Canaries en 1402 par l'intermédiaire de l'explorateur normand Jean de Béthencourt. 
Les villes et villages côtiers d'Espagne, d'Italie et des îles méditerranéennes sont à l'époque sous la menace régulière des barbaresques nord-africains : Formentera fut abandonnée pour un temps par ses habitants, ainsi que de larges portions des côtes espagnoles et italiennes. En 1514, 1515 et 1521, les îles Baléares sont attaquées par le célèbre corsaire ottoman Khayr ad-Din Barberousse: les populations capturées pendant les XVIe siècle et XVIIe siècle sont généralement revendues comme esclaves.
En 1481, la bulle pontificale Æterni regis place toutes les terres au sud des Canaries sous souveraineté portugaise. Seuls l'archipel, ainsi que les villes de Sidi Ifni (1476–1524) (connue à l'époque sous le nom de Santa Cruz de Mar Pequeña), Melilla (capturée par Pedro de Estopiñán en 1497), Villa Cisneros (fondée en 1502 dans l'actuel  Sahara occidental), Mers el-Kébir (Mazalquivir en 1505), Peñón de Vélez de la Gomera (1508), Oran (1509–1790), Peñón d'Alger (1510–29), Béjaïa (1510–54), Tripoli (1511–51), Tunis (1535–69) et Ceuta (cédée par le Portugal en 1668) resteront territoires espagnols en Afrique.
En 1848, les troupes espagnoles conquièrent les îles Chafarinas.
Lorsque l'Espagne cesse sur la "zone nord" son protectorat au Maroc et reconnait l'indépendance de ce dernier en 1956, elle refuse de restituer les plazas de soberanía, considérant avoir affirmé sa souveraineté sur celles-ci bien avant la création du protectorat et de ce fait comme en tant que telles n'avoir pas fait partie des territoires sous protectorat espagnol. Les plazas font depuis lors partie des revendications territoriales marocaines. Ces territoires ne font cependant pas partie des territoires non-autonomes en attente de décolonisation tels que définis par l'ONU.
L'îlot Persil (Isla Perejil en espagnol ou Leila en arabe), qui ne possède aucune habitation permanente, est le théâtre d'une confrontation entre l'Espagne et le Maroc en 2002. Le problème est résolu après une médiation américaine, et aucun des deux pays n'est aujourd'hui autorisé à avoir une présence militaire sur l'îlot.

### Sources et bibliographie
- (es) Víctor Luis Gutiérrez Castillo, Análisis histórico-jurídico de la isla andaluza de Alborán, Revista Electrónica de Estudios Internacionales (2003), 8 p. (lire en ligne)
- (es) « Islas y Peñones en el Norte de África », sur zapadores.es, Ingenieros Militares de España (consulté le 23 septembre 2012)
- (es) Alejandro del Valle, « Ceuta, Melilla, Chafarinas, Vélez y Alhucemas : tomar la iniciativa »(Archive.org • Wikiwix • Archive.is • Google • Que faire ?), sur realinstitutoelcano.org, Real Instituto Elcano, 20 décembre 2011 (consulté le 23 septembre 2012)
- Mónica Ceberio, Ignacio Cembrero et Miguel González, « Des îlots et des rochers bien encombrants », Courrier international, no 1142,‎ 20 septembre 2012 (ISSN 1154-516X)Traduction d'un article paru en espagnol dans El País